# Gäufelden
Gäufelden är en kommun i Landkreis Böblingen i regionen Stuttgart i Regierungsbezirk Stuttgart i förbundslandet Baden-Württemberg i Tyskland. Kommunen bildades 1 juli 1971 genom en sammanslagning av kommunerna Nebringen, Öschelbronn och Tailfingen.
Kommunen ingår tillsammans med kommunerna Bondorf, Mötzingen och Jettingen i kommunalförbundet Oberes Gäu.